# روبرتو برسان
روبرتو برسان (ایتالیایی: Roberto Bressan؛ زادهٔ ۵ مهٔ ۱۹۶۰) دوچرخه‌سوار اهل ایتالیا است.